# Estación de Bomberos N.º 2 (Miami)
La Estación de Bomberos N.º 2 (en inglés: Fire Station No. 2) es una estación de bomberos histórica ubicada en Miami, Florida. La Estación de Bomberos N.º 2 se encuentra inscrita  en el Registro Nacional de Lugares Históricos desde el 4 de enero de 1989. Forma parte del Downtown Miami MRA. 

## Ubicación
La Estación de Bomberos N.º 2 se encuentra dentro del condado de Miami-Dade en las coordenadas 25°47′17″N 80°11′41″O / 25.788056, -80.194722.